# Антотопос
Антотопос (грч. Ανθότοπος) је насељено место у општини Кожани у периферији Западна Македонија, Грчка. Према попису из 2021. године било је 110 становника.
Према бугарском географу и историчару, Василу Канчову, у Антотопосу је 1900. године живело 200 Турака. Године 1923. турско становништво је принудно исељено у Турску а на њихово место су насељене грчке избегличке породице, којих је на попису из 1928. године било 173. Село се раније звало Калпуџилар.